# Suharno
Suharno (izvirno srbsko Сухарно) je naselje v Srbiji, ki upravno spada pod Občino Bujanovac; slednja pa je del Pčinjskega upravnega okraja.

## Demografija
V naselju živi 207 polnoletnih prebivalcev, pri čemer je njihova povprečna starost 28,6 let (30,3 pri moških in 26,7 pri ženskah). Naselje ima 44 gospodinjstev, pri čemer je povprečno število članov na gospodinjstvo 7,02.
Po podatkih popisa iz leta 2002 večino prebivalstva predstavljajo Albanci, v času zadnjih treh popisov pa je opazno zmanjšanje števila prebivalcev.
|  |

| Demografija | Demografija     | Demografija     |
| Leto        | Št. prebivalcev | Št. prebivalcev |
| ----------- | --------------- | --------------- |
|             |                 |                 |
|             |                 |                 |
|             |                 |                 |
|             |                 |                 |
| 1948        | 373             |                 |
| 1953        | 390             |                 |
| 1961        | 426             |                 |
| 1971        | 440             |                 |
| 1981        | 370             |                 |
| 1991        | 369             | 369             |
| 2002        | 320             | 309             |
|             |                 |                 |

| Etnična sestava po popisu iz leta 2002 | Etnična sestava po popisu iz leta 2002 | Etnična sestava po popisu iz leta 2002 | Etnična sestava po popisu iz leta 2002 | Etnična sestava po popisu iz leta 2002 |
| -------------------------------------- | -------------------------------------- | -------------------------------------- | -------------------------------------- | -------------------------------------- |
| Albanci                                | Albanci                                |                                        | 307                                    | 99,35%                                 |
| Bošnjaki                               | Bošnjaki                               |                                        | 1                                      | 0,32%                                  |
| Neznano                                | Neznano                                |                                        | 1                                      | 0,32%                                  |